# Solenocarpus
Solenocarpus is een geslacht uit de pruikenboomfamilie (Anacardiaceae). De soorten uit het geslacht komen voor in Zuid-India en van in Maleisië tot in Nieuw-Guinea.

## Soorten
- Solenocarpus indicus Wight & Arn.
- Solenocarpus philippinensis (Elmer) Kosterm.

... · 
Anacardium · 
Bouea · 
Buchanania · 
Cotinus · 
Mangifera · 
Pistacia (Pistache) · 
Protorhus · 
Rhus · 
Schinus · 
Sclerocarya · 
Sorindeia · 
Spondias · 
Toxicodendron · 
...